# Synagoga v Rychnově nad Kněžnou
Synagoga v Rychnově nad Kněžnou se nachází ve Fischerově ulici v centru města Rychnov nad Kněžnou v Královéhradeckém kraji. Byla postavena v roce 1782 v barokně klasicistickém slohu na místě předchozí synagogy zničené požárem.

## Historie
Původní synagoga byla v Rychnově postavena někdy v polovině 17. století. Poté, co ji v roce 1779 zcela zničil velký požár, byla ve zmíněném roce 1782 postavena pro potřeby zdejší židovské obce nová svatyně. Po ničivém požáru v roce 1830 musela projít důkladnou obnovou. K další opravě pak došlo v roce 1898.
Roku 1913 prodělala synagoga modernizaci interiéru, při níž došlo na rozšíření oken a k výstavbě nového schodiště na ženskou galerii. K náboženským účelům sloužila synagoga až do začátku druhé světové války.  V roce 1940 pak zdejší židovská komunita přestala existovat. Během okupace byla synagoga zpustošena a její vnitřní zařízení zničeno.
Po druhé světové válce sloužila bývalá synagoga jako skladiště a prodejna topného plynu národního podniku Benzina.
V letech 1993–1995 došlo k rekonstrukci do původní podoby. Od té doby slouží synagoga jako regionální Židovské muzeum Podorlicka a památník Karla Poláčka, který se v Rychnově narodil a vyrůstal.
V roce 2002 byl u jižního průčelí budovy odhalen památník obětem holocaustu.

## Návštěvnický provoz
Návštěvnický provoz muzea pro veřejnost zajišťuje Městské informační centrum Rychnov nad Kněžnou.

## Galerie

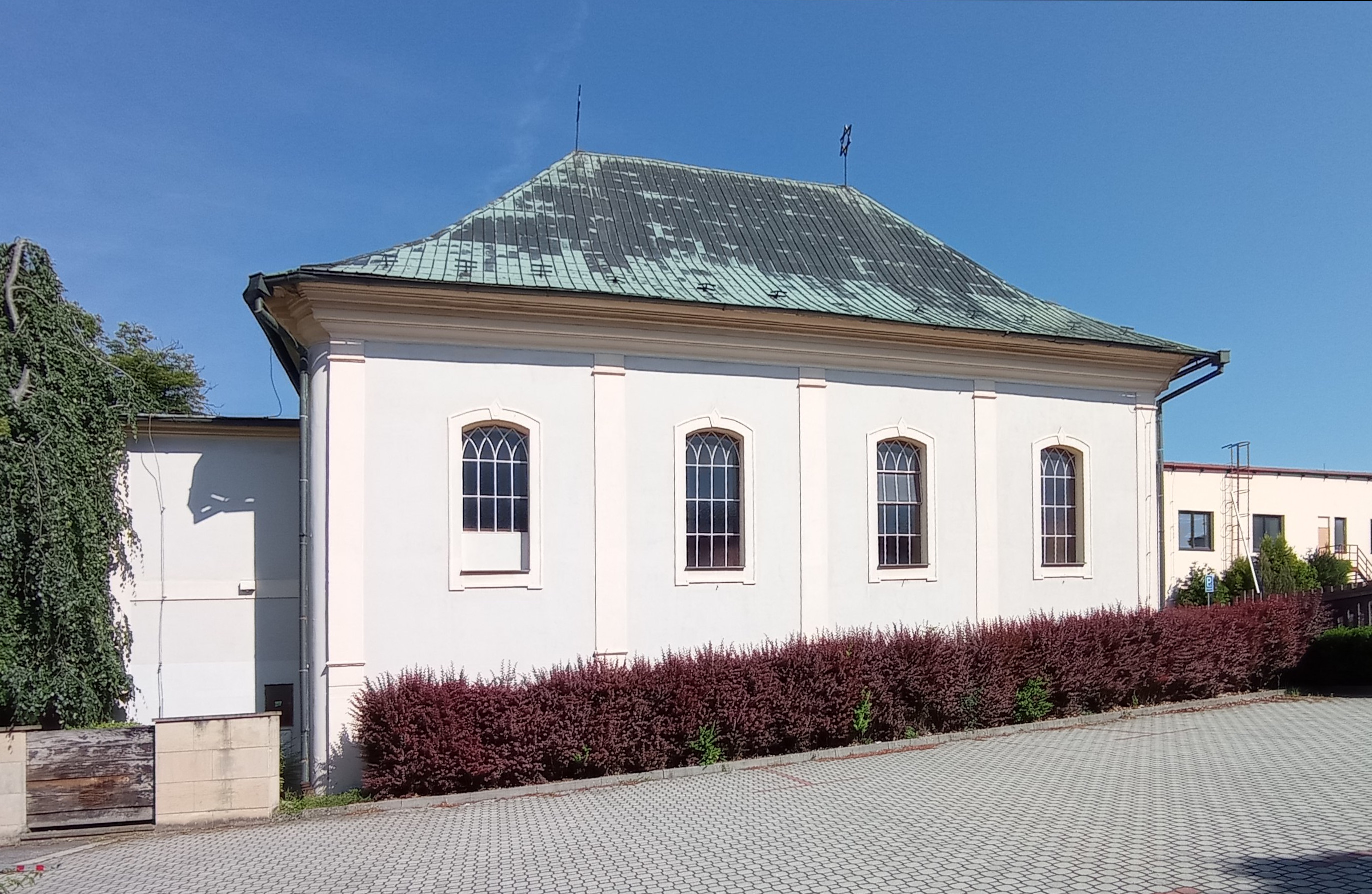
Pohled od jihovýchodu
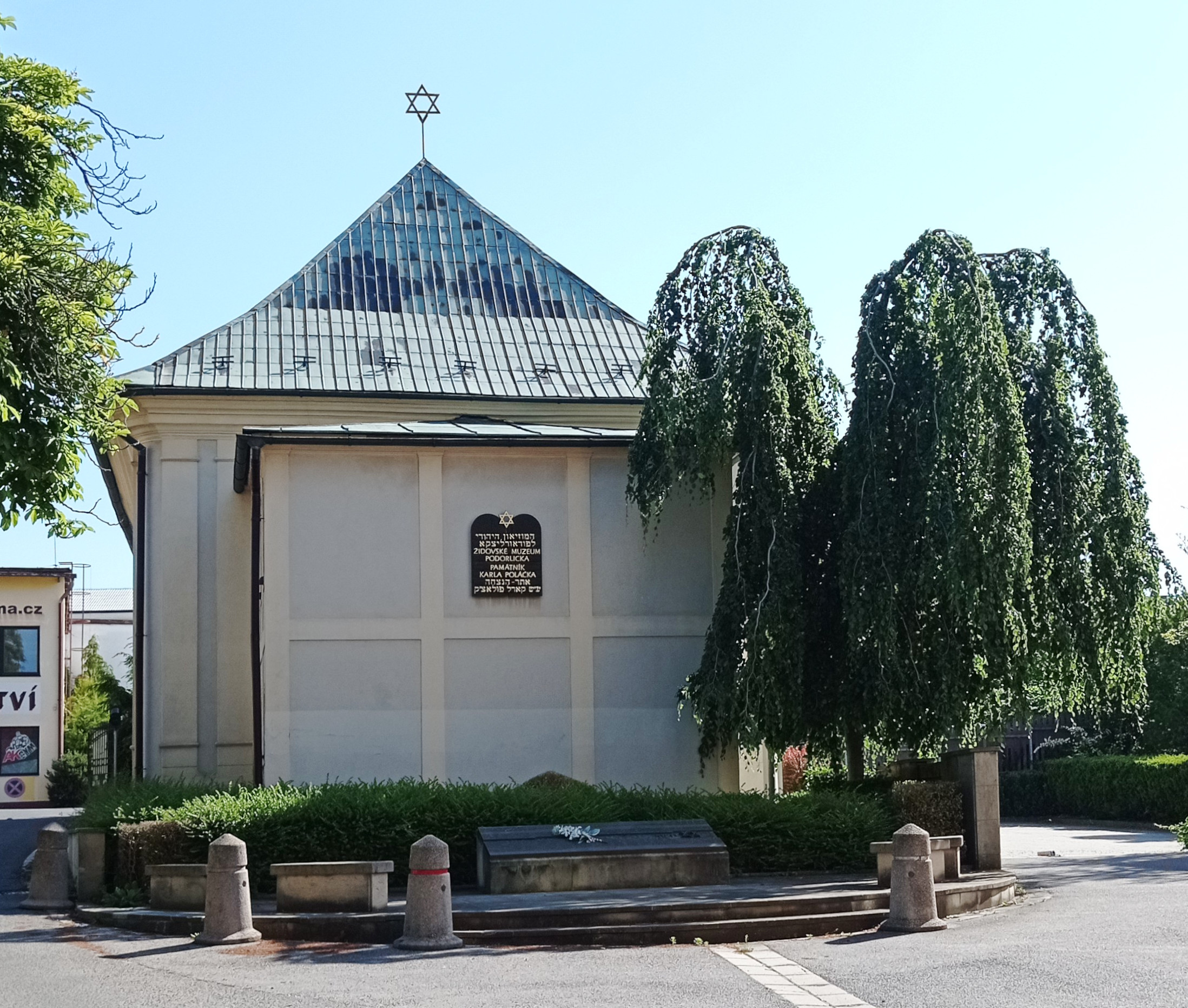
Synagoga s pomníkem
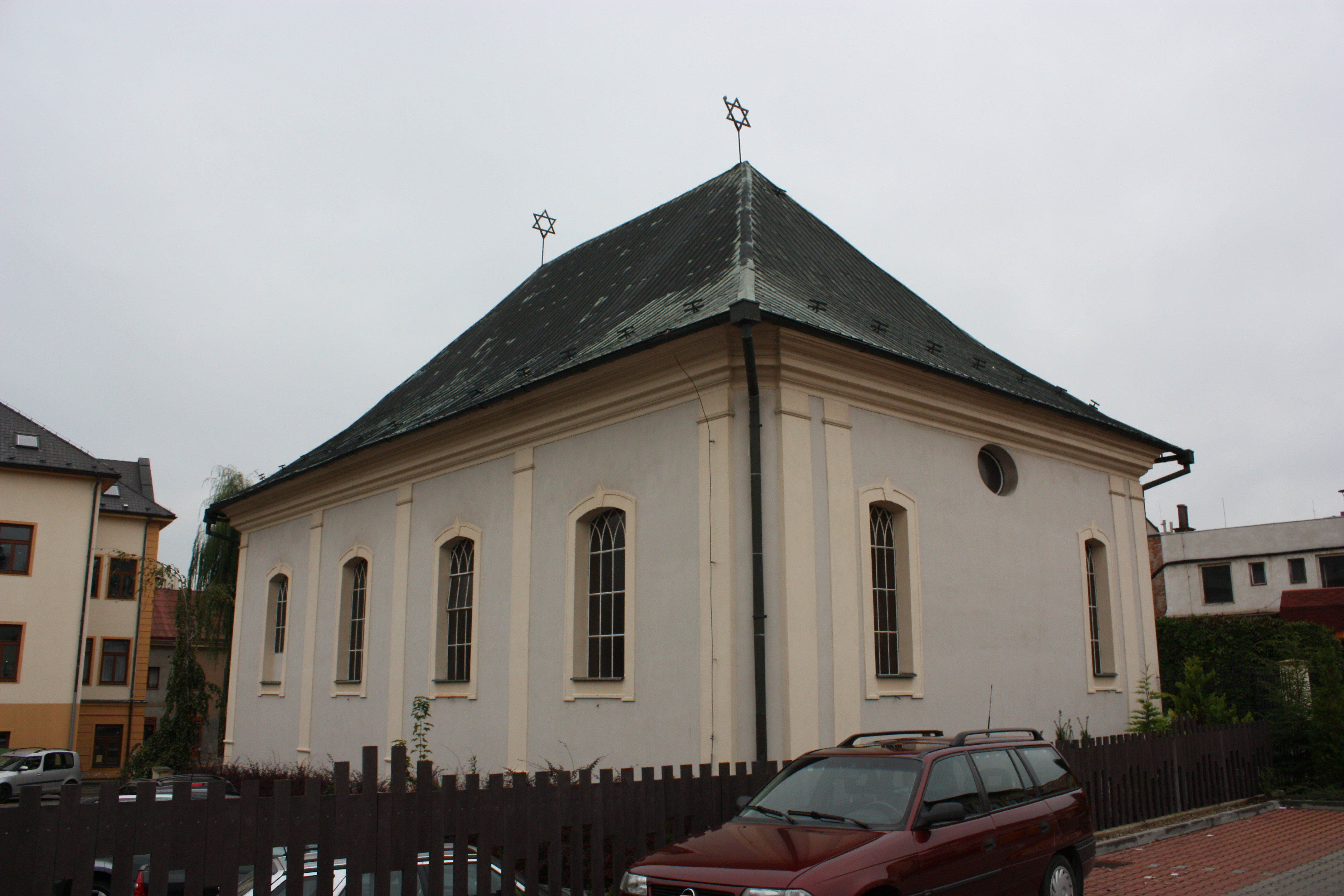
Synagoga zezadu
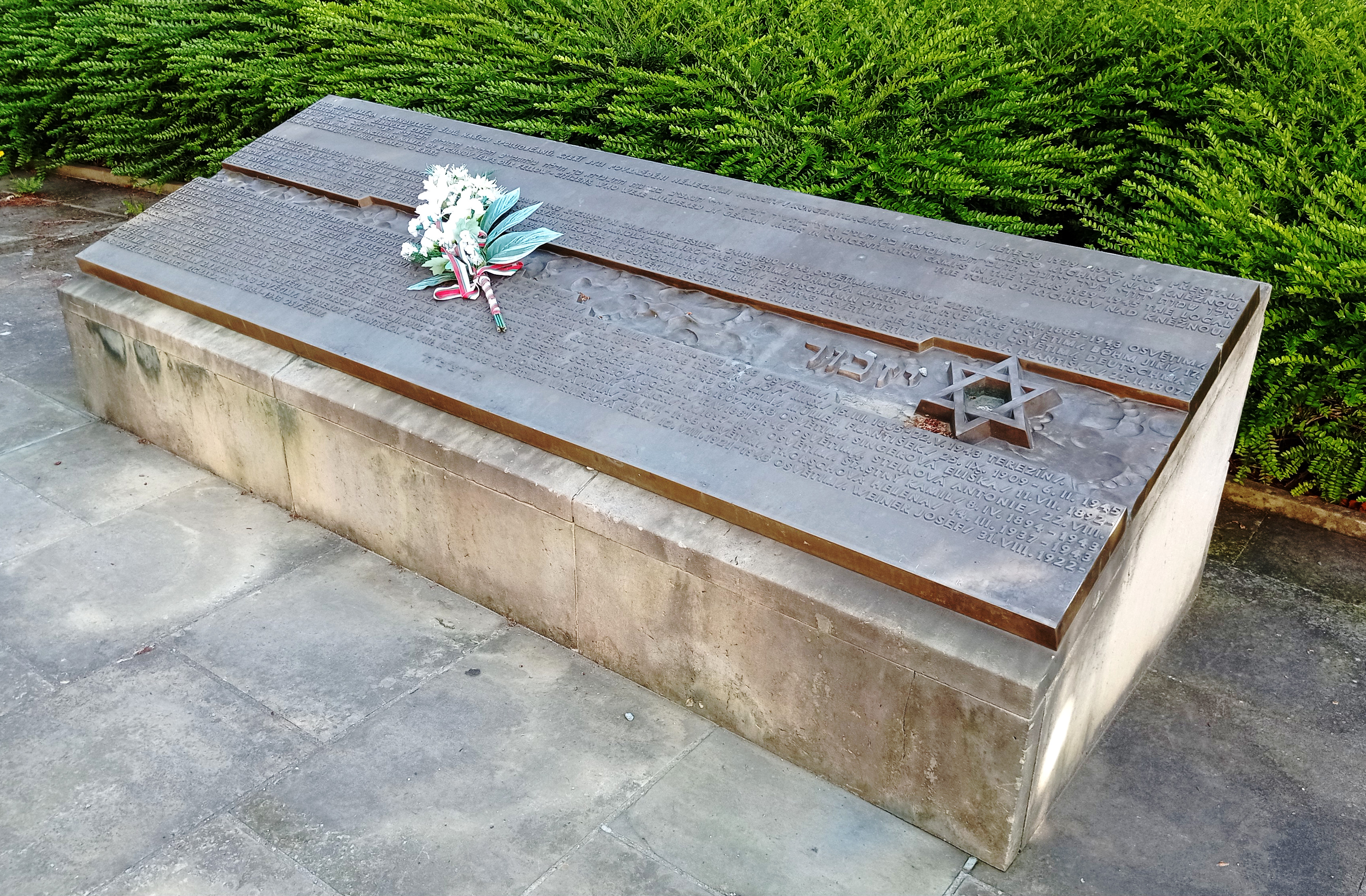
Památník u synagogy
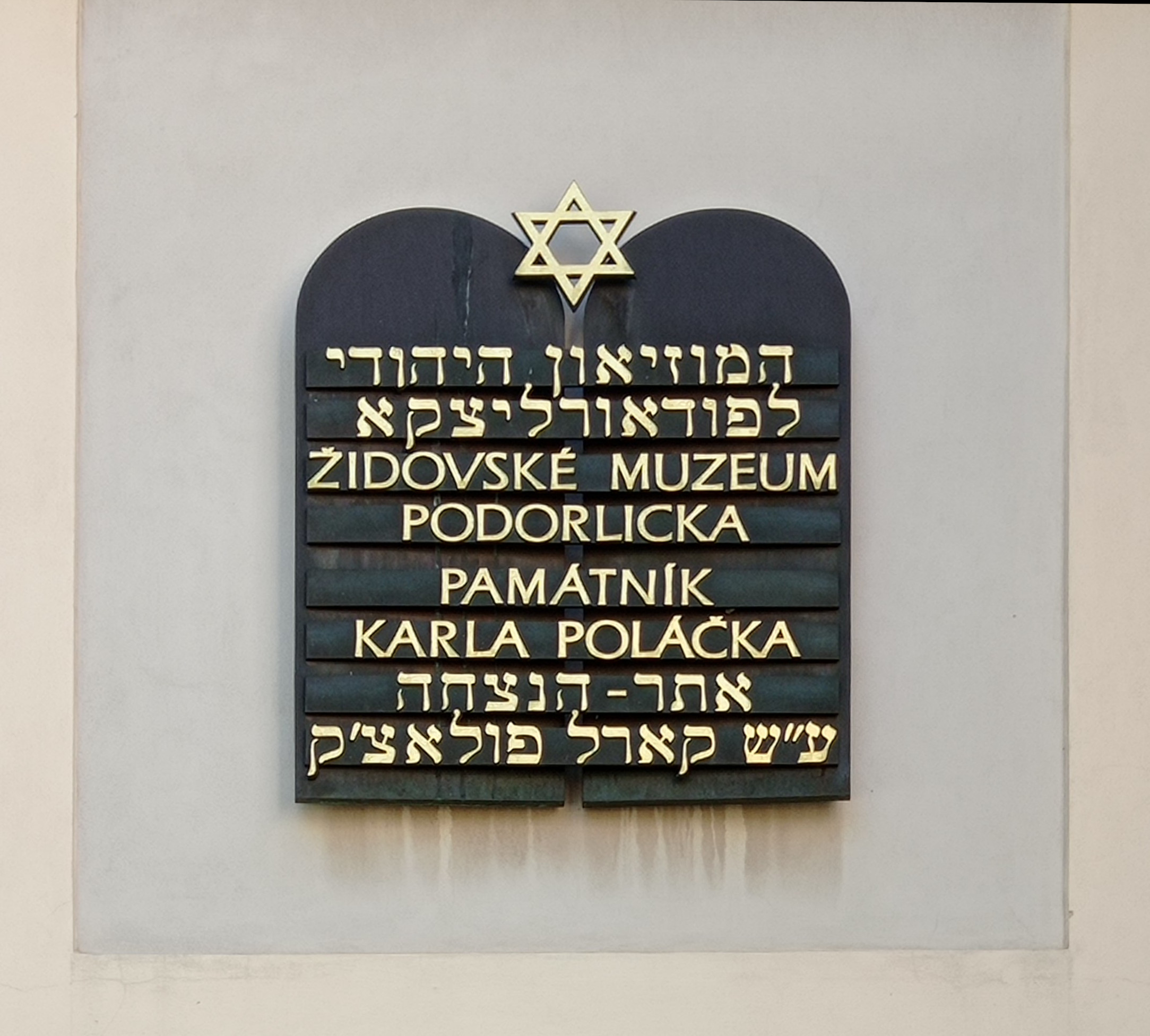
Nápis ve tvaru desky Desatera
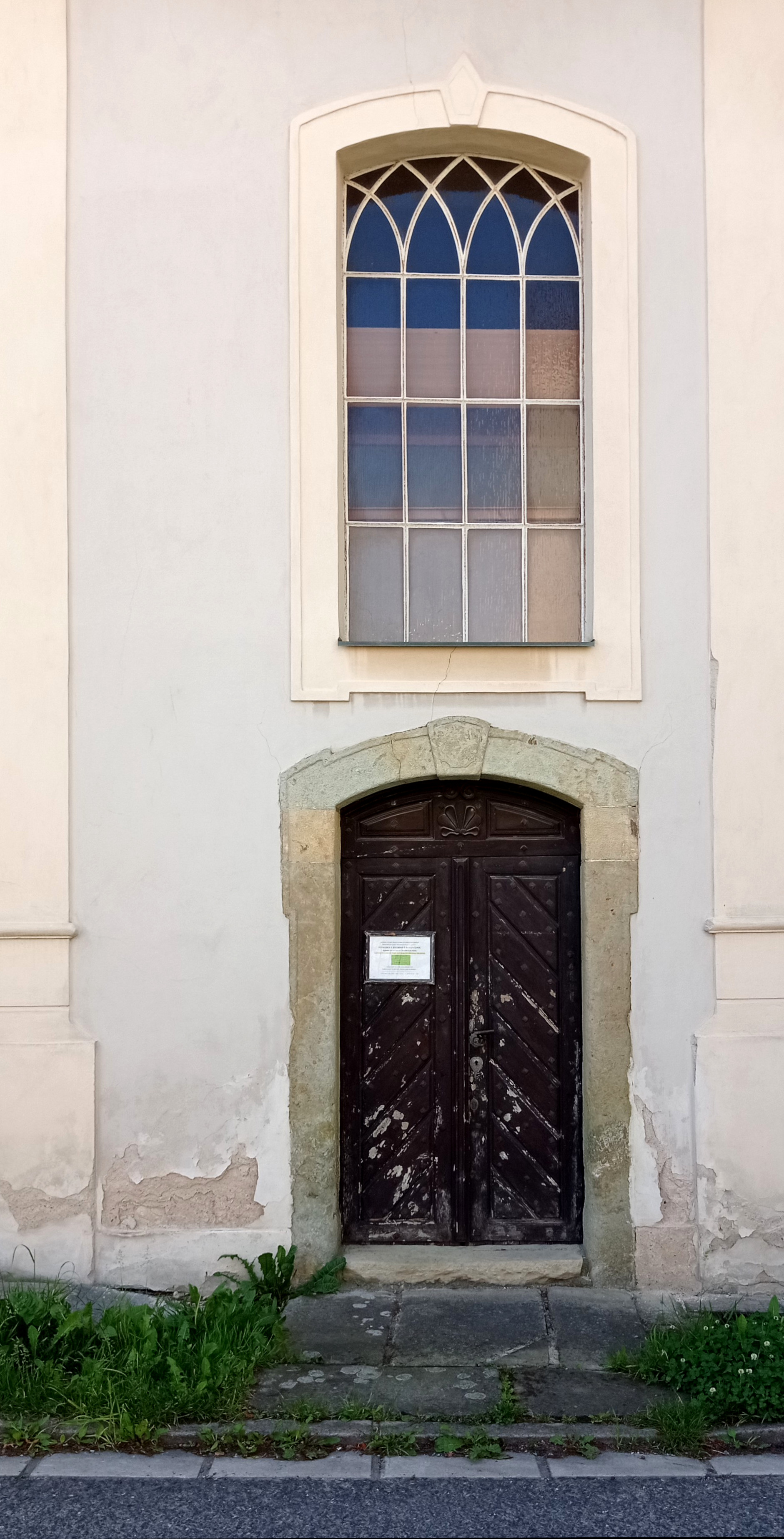
Vstup do budovy